# Japan Women's Open 2018
Japan Women's Open 2018 — жіночий тенісний турнір, що проходив на відкритих кортах з твердим покриттям Regional Park Tennis Stadium у Хіросімі (Японія). Це був десятий за ліком Japan Women's Open. Належав до серії International в рамках Туру WTA 2018. Тривав з 10 до 16 вересня 2018 року. Уперше відбувся в Хіросімі.

## Нарахування очок
| Дисципліна       | П   | Ф   | ПФ  | ЧФ | 1/8 | 1/16 | Q   | Q3  | Q2  | Q1  |
| Одиночний розряд | 280 | 180 | 110 | 60 | 30  | 1    | 18  | 14  | 10  | 1   |
| Парний розряд    | 280 | 180 | 110 | 60 | 1   | Н/Д  | Н/Д | Н/Д | Н/Д | Н/Д |

### Призові гроші
| Дисципліна       | П       | F       | ПФ      | ЧФ     | 1/8    | 1/161  | Q3     | Q2   | Q1   |
| Одиночний розряд | $43,000 | $21,400 | $11,300 | $5,900 | $3,310 | $1,925 | $1,005 | $730 | $530 |
| Парний розряд2   | $12,300 | $6,400  | $3,435  | $1,820 | $960   | Н/Д    | Н/Д    | Н/Д  | Н/Д  |

1 Кваліфаєри отримують і призові гроші 1/16 фіналу

2 На пару

## Учасниці основної сітки в одиночному розряді

### Сіяні пари
| Країна            | Гравчиня        | Рейтинг1 | Сіяна |
| ----------------- | --------------- | -------- | ----- |
| КНР               | Ч Шуай          | 34       | 1     |
| Китайський Тайбей | Сє Шувей        | 43       | 2     |
| Казахстан         | Юлія Путінцева  | 50       | 3     |
| КНР               | Ван Цян         | 52       | 4     |
| Австралія         | Айла Томлянович | 58       | 5     |
| Казахстан         | Заріна Діяс     | 60       | 6     |
| КНР               | Чжен Сайсай     | 63       | 7     |
| Польща            | Магда Лінетт    | 68       | 8     |

- Рейтинг подано станом на 27 серпня 2018

### Інші учасниці
Нижче наведено учасниць, які отримали вайлдкард на участь в основній сітці:
- Місакі Дой
- Нао Хібіно
- Мію Като

Учасниця, що потрапила в основну сітку завдяки захищеному рейтингові: 
- Менді Мінелла

Нижче наведено гравчинь, які пробились в основну сітку через стадію кваліфікації:
- Аманда Анісімова
- Прісцілла Хон
- Родіонова Аріна Іванівна
- Чжан Юсюань

### Відмовились від участі
До початку турніру
- Ана Богдан → її замінила  Фіона Ферро
- Дженніфер Брейді → її замінила  Яна Фетт
- Олександра Соснович → її замінила  Дуань Інін
- Стефані Фегеле → її замінила  Магдалена Френх

### Знялись
- Юлія Путінцева (lower травма спини)

## Учасниці основної сітки в парному розряді

### Сіяні пари
| Країна    | Гравчиня         | Країна | Гравчиня       | Рейтинг1 | Сіяна |
| --------- | ---------------- | ------ | -------------- | -------- | ----- |
| Японія    | Мію Като         | Японія | Ніномія Макото | 80       | 1     |
| Японія    | Ері Нодзумі      | КНР    | Ч Шуай         | 94       | 2     |
| Японія    | Аояма Сюко       | КНР    | Дуань Інін     | 121      | 3     |
| Швейцарія | Вікторія Голубич | Швеція | Юганна Ларссон | 123      | 4     |

- 1 Рейтинг подано станом на 27 серпня 2018[2]

### Інші учасниці
Нижче наведено пари, які отримали вайлдкард на участь в основній сітці:
- Міхару Іманісі /  Алісія Росольська
- Хірото Кувата /  Тіхіро Мурамацу

### Відмовились від участі
Під час турніру
- Прісцілла Хон (хворобу шлунково-кишкового тракту)

## Переможниці та фіналістки

### Одиночний розряд
- Сє Шувей —  Аманда Анісімова 6–2, 6–2

### Парний розряд
- Ері Нодзумі /  Ч Шуай —  Мію Като /  Ніномія Макото 6–2, 6–4